# جيزيلا مارزيوتا
جيزيلا مارزيوتا (من مواليد 19 مارس 1975) هي صحفية وكاتبة وسياسية أرجنتينية، وهو حاليا عضو في مجلس النواب الأرجنتيني تمثل مدينة بوينس آيرس المستقلة منذ عام 2020 ل تحالف جبهة تودوس.

## النشأة والتعليم
ولدت مارزيوتا في 19 مارس 1975 في باهيا بلانكا. انتقلت عائلتها إلى بوينس آيرس عندما كانت في الثانية من عمرها. درست الصحافة في ورشة عمل الوكالة المدرسية والعلوم السياسية في جامعة بوينس آيرس. في التسعينيات بدأت مشاركتها السياسية في الاتحاد المدني الراديكالي.

## الحياة السياسية
مارزيوتا هي المرشح الخامس في قائمة مدينة بوينس آيرس (وحدة بوينس آيرس) لمجلس النواب الأرجنتيني في الانتخابات التشريعية لعام 2017. حصلت القائمة على 21.74٪ من الأصوات الشعبية ولكن لم تنتخل مارزيوتا ؛ ولكن في 23 ديسمبر 2019 استقال دانييل فيلموس (المرشح الأول في القائمة) من مقعده من أجل تعيينه سكرتيرًا لشؤون مالفيناس في إدارة ألبرتو فرنانديز وأدت مارزيوتا اليمين وفقًا لذلك بدلاً من فيلموس. تولت منصبها في 29 يناير 2020.
في انتخابات مدينة بوينس آيرس لعام 2019 كانت مارزيوتا نائبة رئيس الحكومة المرشحة في بطاقة أمام الجميع، تحت قيادة ماتياس لامينز. حصلت التذكرة على 35.07٪ من الأصوات الشعبية متخلفة عن الفوز ببطاقة معا من أجل التغيير للفائزين هوراسيو رودريغيز لاريتا ودييجو سانتيلي.

## المنشورات
ألفت مارزيوتا أو شاركت في تأليف بعض الكتب والمنشورات التالية:
- Contrato de señoritas: ni putas ni sumisas. Vergara. 2006. ISBN:978-950-15-2377-5.
- Adicta. Ediciones B. 2007. ISBN:978-950-15-2377-5.
- Nueve meses sin censura - El embarazo en la mujer actual. Grijalbo. 2011. ISBN:978-950-28-0555-9.
- Mejor muertos. Planeta. 2015. ISBN:978-950-49-4857-5. (co-authored with Mariano Hamilton)
- Amores bajo fuego. Planeta. 2018. ISBN:978-950-49-6237-3.
- Juan Perón, ese hombre. Ediciones Octubre. 2019. ISBN:978-987-3957-38-3. (co-authored with María Seoane)

## روابط خارجية
- الموقع الرسمي
 (in Spanish)
- Profile on the official website of the Chamber of Deputies (in Spanish)